# Sveti Cezarej
Sveti Cezarej, ili Cezarij, (Afrika, oko 85. – Terracina, Italija, 1. studenog 107.) bio je rimski đakon i kršćanski svetac, a pogubljen je tijekom vladavine cara Trajana.
Bio je zatvoren u vreću i bačen u more jer se bio suprotstavljao poganskim ritualima tijekom kojih su prinošene ljudske žrtve. katolički crkveni povjesničar  mons. Francesco Lanzoni smatrao da legenda o mučeništvu sv. Cezareja ima „malo ili nimalo temelja”. („poco o niun fondamento”) Teolog i crkveni povjesničar Louis Ellies Dupin tvrdi da su djela sv. Cezareja, sv. Nereja, sv. Ahileja, sv. Domitile, sv. Hijacinta, sv. Zenona, sv. Makarija, sv. Eudoksija, svi od reda zapravo bajke kao i one o 11.000 kršćanskih vojnika i 11.000 kršćanskih djevica.
U župnoj crkvi sv. Andrije u Mošćenicama (Mošćenice) nalazi se slika sv. Andrije i sv. Cezareja.
Zapisnik kanoničke vizitacije iz 1658. godine navodi da su se u malom prozoru u sklopu oltara posvećenu zaštitniku crkve u istoimenoj kapeli čuvale relikvije sv. Cezareja mučenika te još nekoliko kutijica s manjim moćima svetaca. Stopalo svetog Cezareja mučenika čuvalo se u sandali izrađenoj od njemačkog srebra. Relikvija je navodno donesena iz Akvileje.